# Agrostocrinum
Agrostocrinum é um género botânico pertencente à família Hemerocallidaceae.

## Espécies
Apresenta apenas duas espécies:
- Agrostocrinum scabrum
- Agrostocrinum stypandroides